# Episodi di LEGO Legends of Chima (seconda stagione)
La seconda stagione di LEGO Legends of Chima, composta da 6 episodi, è uscita negli USA nel  2014 e in Italia nello stesso anno.
È la più corta di tutte le stagioni e l'unica non ambientata nella terra di Chima, a causa della sua brevità nell'edizione DVD  "LEGO Legends of Chima: alla Ricerca degli Animali Leggendari" ad essa vengono accorpati i primi 4 episodi della terza stagione, portando il totale a 10.
Il logo, che varia in ogni stagione, è la scritta "Legends of CHIMA" in lettere verdi con punte rosse, per ricordare le piante, con un chi che fa da puntino della i.
| n° | Titolo originale       | Titolo italiano        | Prima TV USA   | Prima TV Italia |
| -- | ---------------------- | ---------------------- | -------------- | --------------- |
| 1  | Into The Outlands      | Nelle Terre Esterne    | 15 marzo 2014  |                 |
| 2  | A Tangled Web          | Una rete ingarbugliata | 22 marzo 2014  |                 |
| 3  | The Legend Thief       | Il ladro leggendario   | 29 marzo 2014  |                 |
| 4  | The Eagle And The Bear | L'aquila e l'orso      | 5 aprile 2014  |                 |
| 5  | Tooth Or Consequences  | Il dente del giudizio  | 12 aprile 2014 |                 |
| 6  | This May Sting A Bit   | Fa un po' male         | 19 aprile 2014 |                 |

## Nelle Terre Esterne
Laval, Cragger, Eris, Worriz, Gorzan, Razar, Rogon e Bladvic si preparano a partire per le Terre Esterne e salutano le loro famiglie. La regina Crunket racconta ai presenti di come, quando lei e re Crominus erano intrappolati sul fondo della Caduta Senza Fine, un giorno sono caduti dal cielo dei chi, che  però sono finiti fra gli scorpioni, i ragni e i pipistrelli, che si sono evoluti e hanno preso la coppia reale prigioniera. Le nuove tribù li hanno condotti in delle caverne che conducevano alle Terre Esterne. Quando però il re e la regina hanno sentito i loro piani per bloccare le cascate e rubare tutto il chi i due hanno cercato di scappare. Crominus è stato ricatturato mentre Crunket è stata salvata dal Coccodrillo Leggendario e Shadowind. 
Laval capisce che il chi del racconto è quello da lui buttato nella prima stagione, ma decide di non dire niente agli altri. Il gruppo parte ma, anche con l'aiuto delle puzze imbottigliate di Skinnet, ha difficoltà a superare le piante carnivore che circondano Chima. Laval e Gorzan in particolare vengono messi all'angolo e salvati all'ultimo momento dal mezzo di Rogon, che però dice che non stava guidando lui. Superate le piante carnivore gli 8 protagonisti entrano nelle Terre Esterne e vengono subito attaccati dalla nube nera, che si rivela essere la tribù dei pipistrelli. Cercando di scappare si accorgono di essere finiti su una pista per Speedorz e usano la loro esperienza per sfuggire. Al termine della pista trovano una misteriosa casa, da cui esce una figura che si rivela essere un leone di nome Lavertus, esiliato anni prima da Chima, che da allora vive nelle Terre Esterne. Lavertus sembra inoltre conoscere il Coccodrillo Leggendario. Tutti sono entusiasti di incontrare un nativo di Chima e decidono di usare la casa di Lavertus come base, anche perché il leone ha una mappa con le posizioni degli Animali Leggendari. Solo Eris è sospettosa, dato che Lavertus si comporta in modo strano e non permette a nessuno di guardare dentro una stanza da cui viene una misteriosa luce dorata.
Quella notte mentre tutti dormono Lavertus apre la porta misteriosa rivelando una stanza piena di chi d'oro.
- Nota: come in tutti gli inizi di stagione, questo episodio non ha sigla e il logo della serie e il titolo dell'episodio appaiono alla fine della scena iniziale.

## Una rete ingarbugliata
La nube nera torna a Chima per rubare il chi ma le tribù riescono a fare precipitare i ladri nella palude dei coccodrilli.
Nelle Terre Esterne gli 8 protagonisti si fanno strada fra le piante carnivore grazie al mezzo di Rogon, che però ancora una volta non sta guidando. Rogon spiega di aver lasciato il pilota automatico, ma gli altri scoprono che questo è un sasso. Il gruppo arriva al covo dei ragni, dove sono imprigionati il Gorilla e il Rinoceronte Leggendari. Per effetto della vicinanza del suo Animale Leggendario Rogon diventa intelligentissimo e capisce che ad aiutarli finora è stata Rinona, una femmina di Rinoceronte che si è nascosta sul suo mezzo per poterlo aiutare. Sentendo questo Eris diventa gelosa.
A Chima i coccodrilli guidati dalla regina Crunket e Crooler, che è stata liberata dalla madre, stanno recuperando il chi quando vengono attaccati dal generale Sparracon e gli altri ragni precipitati con le sfere. I ragni legano i coccodrilli e stanno per affondarli con le loro barche quando interviene Shadowind, che Sparracon riconosce. Il misterioso corridore cattura facilmente i ragni e libera la regina Crunket. Prima che vada via la regina dice a Shadowind che ha l'impressione di conoscerlo. Il chi recuperato viene portato alle tribù, che lo usano per scacciare di nuovo la nube nera.
Mentre Rogon fa dei complicati calcoli per salvare il suo Animale Leggendario gli altri travestono il suo mezzo da mosca gigante per distrarre i ragni. Grazie a questo trucco e al piano di Rogon i due Animali Leggendari vengono liberati e Rogon riesce anche a colpire la regina dei ragni Spynlin, rompendole un dente. Gli, ormai 9, eroi tornano da Lavertus, che ancora una volta si comporta in modo molto strano. Nella scena finale si vede il Corvo Leggendario volare sopra la casa.

## Il ladro leggendario
I 9 protagonisti vengono svegliati dalle grida di Lavertus. Qualcuno lo ha derubato. Lavertus si rifiuta di rivelare cosa è stato rubato e minaccia di cacciare il gruppo se il ladro non salta fuori. Preso dalla curiosità Razar entra nella stanza misteriosa e con meraviglia di tutti ci trova l'elmo-maschera di Shadowind.
A Chima Crooler propone un'alleanza ai ragni prigionieri ma questi si liberano e la attaccano.
Nelle Terre Esterne il gruppo affronta Lavertus, che ammette di essere Shadowind e dice di avere scoperto che il ladro è in realtà il Corvo Leggendario. Nonostante tutto, Lavertus si rifiuta ancora di aiutare i 9. Laval allora gli propone una sfida, li aiuterà se loro lo battono in una gara di Speedorz. Lavertus è convinto di vincere facilmente ma gli eroi riescono a sostituirsi alla guida dello Speedorz per affrontare ognuno un tratto di pista durante la gara e riescono così a batterlo.
Sparracon e i suoi ragni nel frattempo sono rientrati nelle Terre Esterne e hanno portato con loro Plovar, che la regina Spynlin vuole usare per la sua conoscenza di denti per riparare la sua faccia.
Lavertus conduce il gruppo alla caverna degli scorpioni. Mentre gli altri creano un diversivo i due leoni e Razar, che si porta dietro una misteriosa arma segreta, entrano e scoprono che il re degli scorpioni Scorm sta usando il suo veleno ipnotico per controllare il Corvo Leggendario. Razar rivela allora che l'arma segreta sono dei barattoli di vernice dorata, che i tre spargono su tutti gli scorpioni. Vedendo tutto quell'oro il Corvo Leggendario si libera del controllo di Scorm e "ruba" gli scorpioni, sconfiggendoli. Dopo che gli eroi se ne sono andati Scorm esamina lo Speedorz che Razar ha lasciato indietro e, capendo l'origine delle pietre delle ruote, manda i ragni e i pipistrelli a picconare il Monte Cavora. Dovendo risparmiare chi, Lagravis e le tribù di Chima possono solo stare a guardare.

## L'aquila e l'orso
Eris trova l'Aquila Leggendaria e scopre che i pipistrelli hanno rubato le sue uova e rapito l'Orso Leggendario e li hanno poi messi alle estremità di un sasso in bilico. Laval sveglia Bladvic per spiegargli la situazione ma l'orso dice di sapere già tutto e che la soluzione è nel garage segreto. Lavertus ammette di avere effettivamente un garage e rivela di aver costruito un elicottero. Laval propone allora di sostituire le uova con lui e Bladvic, che poi potranno raggiungere l'Orso Leggendario al centro del sasso e andarsene tutti insieme.
Mentre mettono in atto il piano Worriz, frustrato dall'assenza del suo Animale Leggendario, decide di rimanere indietro e rivela a Rinona di avere con sé il Dente della Lupa, che secondo la leggenda dovrebbe illuminare la via per la Madre Lupa, ma tutti i suoi tentativi di capire cosa questo significhi falliscono.
Laval nel frattempo non sa come fare per convincere l'Orso Leggendario a muoversi ma Bladvic si addormenta e mostra che gli orsi sono in grado di comunicare in sogno. Il piano sta funzionando ma Lavertus sveglia per sbaglio gli orsi e il sasso precipita con i 3 sopra. Non avendo altra scelta Rogon allaga lo spazio sottostante. Laval rischia di affogare ma viene salvato da Cragger.
Quando stanno per andarsene le Tribù Oscure arrivano a bordo dei loro nuovi Speedorz, che hanno costruito usando le uova e l'Orso Leggendario come diversivo, e riescono a intrappolare Laval, Bladvic e il suo Animale Leggendario. Laval cerca di potenziarsi ma il suo chi finisce nelle mani di Bladvic, che lo usa ma si addormenta subito dopo assieme all'Orso Leggendario. Fortunatamente il russare potenziato dei due causa una frana che mette in fuga i nemici.
Nell'ultima scena Scorm ordina a Spynlin di radunare tutte le sue forze nella caverna degli scorpioni, assieme alla Lupa Leggendaria e a re Crominus, per attirare gli eroi in trappola.

## Il dente del giudizio
Durante la notte Cragger sogna suo padre e si sveglia trovando Lavertus che lo osserva. Cragger nota che Lavertus ha una sciarpa che riconosce da un ritratto di sua madre da giovane e chiede spiegazioni ma Lavertus evita la domanda. Cragger decide allora di uscire in cerca del padre.
Poco dopo, anche Worriz si sveglia perché il Dente della Lupa ha iniziato a brillare, il lupo capisce allora che il suo Animale Leggendario è vicino e esce a sua volta, incontrando Cragger. I due vedono la Lupa Leggendaria ipnotizzata dal veleno di Scorm che traina una gabbia con dentro re Crominus. Purtroppo Plovar li vede e li fa scoprire e catturare. Cragger e suo padre sono felici di essere di nuovo insieme, ma Crominus cambia umore appena sente il nome di Lavertus e dice di dover confessare qualcosa al figlio.
La mattina dopo il resto del gruppo scopre quello che è successo e chiedono a Lavertus di aiutarli a salvare i loro amici, ma Lavertus si rifiuta appena sente il nome di Crominus. Gli altri allora, tranne Rinona, attaccano la grotta degli scorpioni e riescono a liberare Cragger, Worriz, Crominus e la Lupa Leggendaria. Worriz ridà al suo Animale Leggendario il suo Dente e la libera così dal veleno, ma a questo punto i 9 e Plovar si rendono conto di essere finiti in una trappola.
Laval scopre che il Leone Leggendario è in una grotta lì vicino e vorrebbe andarlo a salvare, ma sono bloccati. Cragger rivela alle Tribù Oscure che il chi che le ha create è stato buttato giù nella Caduta Senza Fine da Laval sperando che li lascino passare, ma quelli non gli credono. Gli altri eroi, sentendo questo, si arrabbiano e rifiutano di seguire Laval. Laval allora si lancia da solo verso la grotta da cui provengono i ruggiti del suo Animale Leggendario e proprio mentre arriva all'imbocco le Tribù Oscure la fanno crollare.

## Fa un po' male
Alla casa di Lavertus il leone racconta a Rinona la sua storia: da giovane era innamorato di Crunket ma Crominus usò su di lui un fiore della persuasione per fargli rubare del chi e farlo così esiliare per poter sposare la principessa. Lavertus capì che se avesse denunciato Crominus ci sarebbe stata una guerra fra le loro tribù e accettò l'esilio. Rinona lo convince allora a salvare Crominus per dimostrare di essere migliore di lui.
Nella caverna degli scorpioni intanto Laval si sveglia in una grotta dove il suo Animale Leggendario è imprigionato su una roccia in mezzo a una pozza d'acqua. Il leone vorrebbe usare il suo chi ma il Leone Leggendario gli comunica di usare il suo "chi interiore". Laval riesce quindi a imparare a nuotare e lo insegna anche all'Animale Leggendario, liberandolo.
Appena fuori gli altri eroi stanno combattendo. Plovar riesce ad ingannare Spynlin e intrappolarla nel fango assieme ai suoi guerrieri. Rogon usa la sua intelligenza e conoscenza delle rocce per mettere in difficoltà i nemici. Vedendo questo Scorm impazzisce e comincia a fare crollare le uscite della caverna per intrappolare gli eroi insieme alle Tribù Oscure. Quando resta solo un'uscita arrivano Rinona, che Rogon rivela essere sua sorella con gran sollievo di Eris, e Lavertus, che si è portato dietro tutti i suoi chi d'oro e li usa per stabilizzare la caverna. Lavertus rivela a Laval di essere il fratello di Lagravis e quindi suo zio prima di spedire tutti fuori dalla grotta, sacrificandosi per permettere loro di uscire. Una volta fuori il gruppo vede Scorm da una fessura nella roccia e Laval decide di lasciargli un chi "perché a Chima il chi si condivide". Un attimo dopo la fessura si chiude.
I protagonisti e Crominus tornano a Chima e vengono accolti da eroi. Crominus si scusa con Lagravis e confessa quello che ha fatto a Lavertus. Gli Animali Leggendari volano nel Monte Cavora e liberano le cascate del chi.
Nella caverna degli scorpioni Scorm è sconvolto per il gesto di Laval. Decide quindi che il chi è una maledizione e butta la sua sfera in un burrone. Il chi cade in una grotta in cui si vedono dei guerrieri congelati. L'ultima immagine mostra un occhio che si apre.